# Innsbruck (Innsbruck)
Innsbruck ist eine Katastralgemeinde und eine Fraktion (Ortschaft) der Tiroler Landeshauptstadt Innsbruck. Bis zu den ersten Eingemeindungen 1904 war sie identisch mit dem Stadtgebiet von Innsbruck. Sie umfasst die historische Altstadt, die ehemalige Neustadt mit der Maria-Theresien-Straße, den Saggen, Dreiheiligen, sowie Mariahilf und St. Nikolaus am linken Innufer.

## Lage
Die Katastralgemeinde Innsbruck liegt im Zentrum der Stadt und ist auf allen Seiten von anderen Innsbrucker Katastralgemeinden umgeben. Sie grenzt im Westen an Hötting, im Norden, durch den Inn getrennt, an Mühlau, im Osten, zumeist durch die Sill getrennt, an Pradl und im Süden an Wilten. 
Die Katastralgemeinde Innsbruck hat eine Fläche von 3,08 km². Sie gliedert sich in die statistischen Stadtteile Innenstadt, Mariahilf-St. Nikolaus, Dreiheiligen-Schlachthof und Saggen.

## Stadtteile

### Innenstadt
Die Innenstadt besteht aus der 1180 gegründeten Altstadt und den späteren Erweiterungen Richtung Süden und Osten. Zentrale Achse ist die Maria-Theresien-Straße, die früher Neustadt hieß. Die Triumphpforte am südlichen Ende der Straße bildet die Grenze zu Wilten. Verwaltungseinrichtungen von Stadt und Land (Altes und Neues Landhaus, Rathaus), Einzelhandel- und Dienstleistungsbetriebe (Banken, Versicherungen) und mehrere höhere Schulen machen dieses Gebiet zum eigentlichen Zentrum der Stadt.

### Mariahilf-St. Nikolaus
Mariahilf-St. Nikolaus ist der älteste Teil von Innsbruck und war bis 1904 der einzige am linken Innufer. Um 1165 errichteten die bayrischen Grafen von Andechs eine Marktsiedlung unterhalb von Hötting, damals als Anbruggen (von lat. Aenus, rätoroman. En für Inn) bezeichnet. Die dominierende Häuserzeile von Mariahilf und St. Nikolaus mit ihren gotischen Fassaden (teilweise umgestaltet) prägt heute noch das Stadtbild und ist ein beliebtes Fotomotiv. 
Im Volksmund wird der Bereich entlang des Inn in St. Nikolaus auch Koatlackn genannt, da dort bei starkem Regen die Abwässer zusammenflossen.
Im Stil des damals beliebten Historismus wurde 1885 die Kirche von St. Nikolaus erbaut, die bautechnisch bemerkenswert ist, da sie der erste Kirchenbau mit Stahlbetongewölbe in Tirol ist.

### Dreiheiligen-Schlachthof
Dreiheiligen-Schlachthof erstreckt sich nordöstlich der Innenstadt zwischen Bahnlinie und Sill. Dieses Gebiet wurde ursprünglich als Kohlstatt bezeichnet. Der Name weist auf eine Köhlerei hin, die zum Betrieb der landesfürstlichen Silberschmelzhütte errichtet wurde (um 1500). Das Gebiet war zu seiner Zeit neben Mühlau ein wichtiges Gewerbegebiet für Innsbruck.
Das Viertel wurde in der Gründerzeit zu einem Wohngebiet ausgebaut. Der heutige Name Dreiheiligen stammt von der 1612 zu Ehren der Pestheiligen Sebastian, Pirmin und Rochus erbauten Pfarrkirche.
Hier befindet sich auch das größte innerstädtische Handelszentrum der Stadt, der Sillpark Innsbruck.

### Saggen
Der Saggen ist das Gebiet nördlich der Innenstadt, das die Stadt 1453 vom Stift Wilten erwarb. Bis auf vereinzelte Bauten wurde es früher vorwiegend landwirtschaftlich genutzt, bis es im 19. Jahrhundert es zunächst mit gründerzeitlichen Villen, dann mit Wohnblöcken bebaut wurde.